# Santiago Papasquiaro
Santiago Papasquiaro è una cittadina di 41.250 abitanti (al censimento del 2007) sita in una valle nella parte centro-occidentale dello stato di Durango, in Messico. È la seconda comunità per popolazione nello stato di Durango, nonché sede del comune omonimo. È sede della base militare del 71º Battaglione di Fanteria. La cittadina è situata sulle pendici orientali della Sierra Madre Occidentale. Santiago Papasquiaro è a 1.720 metri sul livello del mare. L'agricoltura è alla base dell'economia locale. Negli ultimi anni, la città è molto migliorata, si è improvvisamente ingrandita. La superficie dell'intero comune è di 7238,4 km² e conta una popolazione di 41.539 abitanti.
Molti emigranti di Santiago Papasquiaro vivono nell'area metropolitana di Chicago nell'Illinois, Stati Uniti d'America. Chicago ha una numerosa comunità messicana, specialmente immigrati del Durango, con un significativo numero di nativi di Santiago Papasquiaro.